# Michał Arcichiewicz
Michał Arcichiewicz (ur. 26 września 1844 w Lublinie, zm. 27 lutego 1861 w Warszawie) – uczeń 6 klasy Gimnazjum Realnego, jeden z pięciu poległych w czasie masakry w Warszawie dokonanej przez okupacyjne wojsko rosyjskie podczas polskiej manifestacji patriotycznej. Jego pogrzeb był manifestacją zbratania się wszystkich stanów Królestwa Polskiego. Został pochowany na cmentarzu Powązkowskim (kwatera 178-6-28).